# Hemirhiza melliceps
Hemirhiza melliceps là một loài ong trong họ Colletidae. Loài này được Cockerell miêu tả khoa học đầu tiên năm 1918.